# Murray Garbutt
Murray Garbutt (Hanna, Alberta, 1971. június 21. –) kanadai profi jégkorongozó.

## Pályafutása
Komolyabb junior karrierjét a WHL-es Medicine Hat Tigersben kezdte 1987–1988-ban. Ebben a csapatban 1991-ig játszott majd átigazolt a szintén WHL-es Spokane Chiefsbe. Ebben a csapatban a szezon végén megnyerte a Memorial-kupát. Az 1989-es NHL-drafton a Minnesota North Stars választotta ki a harmadik kör 60. helyén. Az National Hockey League-ben sosem játszott. Felnőtt karrierjét az IHL-es Kansas City Bladesben kezdte 1991–1992-ben. Egy év szünet után 1993–1994-ben az ECHL-es Huntington Blizzardban játszott majd átkerült a szintén ECHL-es Nashville Knightsba. Szezon végén visszavonult.

## Díjai
- Ed Chynoweth-kupa: 1988, 1991
- Memorial-kupa: 1988, 1991